# L.I.F.E
L.I.F.E (acronimo di Leaving an Impact for Eternity) è il primo album in studio del cantante nigeriano Burna Boy, pubblicato nel 2013.

## Tracce
1. Intro: My Life – 3:14
2. No No No – 2:37
3. Say So – 4:36
4. Abeg Abeg (Remix) (featuring 2face Idibia & Timaya) – 3:32
5. Na so E Suppose Be – 4:16
6. Run My Race – 4:14
7. Boom Boom Boom – 3:50
8. Yawa Dey – 3:57
9. Ma Loda Ma Motto – 3:04
10. Tonight – 4:10
11. Like to Party – 4:09
12. Smooth Sailing – 4:06
13. Don't Run (featuring Reminisce & Olamide) – 3:22
14. Jahs Love Is True (featuring Wizkid) – 4:09
15. Outro: Remember Me – 3:40

Traccia Bonus
1. Wombolombo Something – 3:24

Tracce Bonus Edizione Deluxe
1. Always Love You – 4:23
2. My Cry (featuring M.I) – 3:55
3. Guilty – 3:36
4. Dem No Know – 3:48